# Sam Maddux Jr.

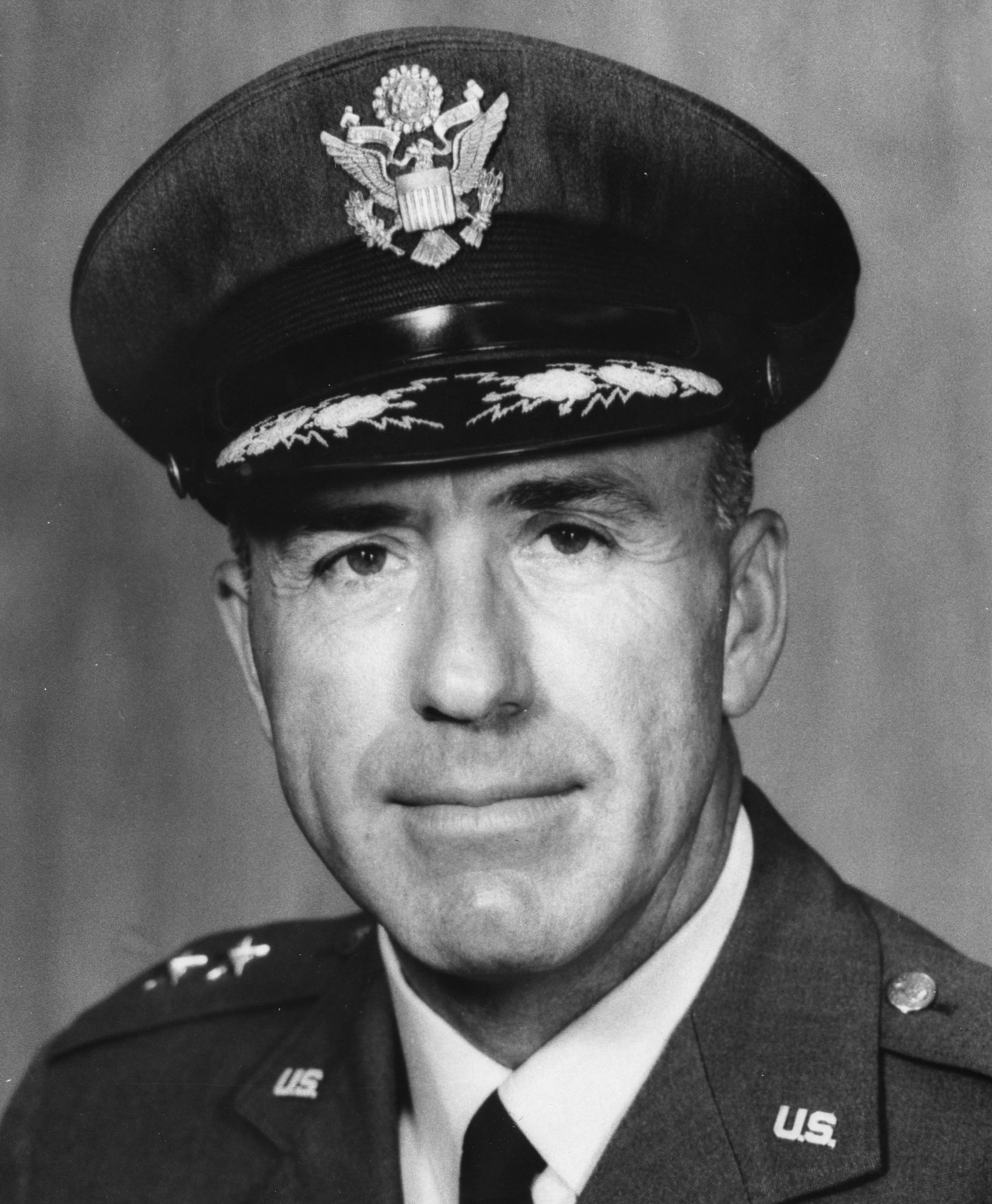
Sam Maddux Jr.

Samuel Denton Maddux Jr. (* 7. April 1915 in Lawton, Oklahoma; † 28. November 1990 in San Antonio, Texas) war ein Generalleutnant der United States Air Force. Er war unter anderem Kommandeur der 13. Luftflotte.

## Leben
Sam Maddux war ein Sohn von Samuel D. Maddux Sr. (1885–1979) und dessen Frau Frances Madera (1889–1973). Er studierte bis 1936 an der University of Oklahoma. Nach einer anschließenden Flugausbildung wurde er im Oktober 1937 in das Offizierskorps der United States Army aufgenommen. In dieser bzw. ab 1947 in der United States Air Force durchlief er anschließend alle Offiziersränge vom Leutnant bis zum Drei-Sterne-General.
Maddux wurde entsprechend seiner Ausbildung dem United States Army Air Corps zugeteilt, aus dem im Jahr 1941 die United States Army Air Forces hervorgingen. Zwischen 1937 und 1940 war er als Militärpilot am Panamakanal stationiert. Seit Juni 1940 gehörte er zur 19. Bombergruppe (19th Bombardment Group). Im Mai 1941 nahm er an der ersten militärischen Langflugmission für Bomber von Kalifornien nach Hawaii teil.
Nach dem Eintritt der Vereinigten Staaten in den Zweiten Weltkrieg am 7. Dezember 1941 war er unter anderem in Bataan, Australien und Neuguinea stationiert. Von dort flog er militärische Einsätze gegen die Japaner. Ab November 1942 gehörte er dem Stab des Kriegsministeriums an. Im August 1945 wurde er nach Guam zum 20th Bomber Command versetzt. Danach leitete er ab 1946 die Personalabteilung der im Fernen Osten stationierten amerikanischen Luftstreitkräfte, die in Japan ihr Hauptquartier hatten. Im Jahr 1947 wurde er in die als eigenständige Waffengattung neu gegründete Air Force übernommen. Ein Jahr später absolvierte er das Air War College.
In den Jahren 1949 bis 1952 war Sam Maddux Stabsoffizier in der Personalabteilung im Hauptquartier der Luftwaffe. Daran schloss sich ein Studium am National War College in Fort Lesley J. McNair in Washington, D.C. an. Anschließend wurde er auf die Mather Air Force Base in Kalifornien versetzt. Dort kommandierte er in den Jahren 1953 bis 1957 das Ausbildungsgeschwader für Flugnavigatoren (Navigator Training Wing). Zwischen Juli 1957 und Juni 1958 war er stellvertretender Kommandeur der Flugausbildung der Air Force (deputy commander of Flying Training Air Force). Anschließend wurde er Generalinspekteur beim damaligen Air Training Command, aus dem im Jahr 1992 das Air Education and Training Command hervorgehen sollte. Es folgte ein Versetzung nach Südkorea. Dort gehörte Maddux zwischen Oktober 1959 und Mai 1960 der Waffenstillstandskommission der UNO an. Danach wurde er zum Hauptquartier des damaligen United States Pacific Command versetzt, wo er dessen Stabsabteilung für Planungen und Operationen leitete.
Am 24. Juli 1963 übernahm Sam Maddux auf der Clark Air Base auf den Philippinen als Nachfolger von Theodore R. Milton das Kommando über die 13. Luftflotte (Thirteenth Air Force). Dieses Amt bekleidete er bis zum 1. Juli 1965, als James W. Wilson seine Nachfolge antrat. Anschließend wurde er stellvertretender Kommandeur der amerikanischen Luftstreitkräfte im pazifischen Raum. Im Jahr 1966 erhielt er schließlich das Kommando über das Air Training Command. Dieses Amt hatte er bis zu seiner Pensionierung am 1. September 1970 inne.
Er starb am 28. November 1990 in San Antonio und wurde auf dem dortigen Friedhof Mission Burial Park North beigesetzt.

## Orden und Auszeichnungen
Sam Maddux erhielt im Lauf seiner militärischen Laufbahn unter anderem folgende Auszeichnungen:
- Air Force Distinguished Service Medal
- Legion of Merit
- Distinguished Flying Cross
- Bronze Star Medal
- Air Medal
- Joint Service Commendation Medal
- Purple Heart